# استان دین بین
استان دین بین (به لاتین: Điện Biên Province) یک استان‌های ویتنام در ویتنام است که در منطقه شمال‌غربی ویتنام واقع شده‌است.

## خصوصیات
استان دین بین ۹٬۵۶۰ کیلومترمربع مساحت و ۴۴۰٬۸۰۰ نفر جمعیت دارد.